# Nonna Poljakowa
Nonna Poljakowa (russisch Нонна Полякова, engl. Transkription Nonna Polyakova, geb. Schijanowa – Шиянова – Shiyanova; * 5. August 1930 in Wladiwostok; † März 1999 ebd.) war eine sowjetische Sprinterin.
Bei den Leichtathletik-Europameisterschaften 1958 in Stockholm siegte sie in der 4-mal-100-Meter-Staffel und erreichte über 100 m das Halbfinale.
Ihre persönliche Bestzeit über 100 m von 11,5 s stellte sie am 27. Juni 1959 in Warschau auf.